# 김용옥 (신학자)
김용옥(金龍玉, 1923년~1981년)은 감리교 목사로 1965년에 감리교신학대학 교수 겸 연합신학대학원 신약학 교수를 역임하였다. 1969년~1980년에 전국신학대학협의회와 동북아시아 신학교협의회 총무직을 겸직, 한국은 물론 아시아 지역 신학자들의 교류 촉진과 신학 교육의 질적 향상에 크게 기여하였다.

## 생애
김용옥은 1923년 평남 강서에서 출생하였다. 평양 광성(光成)고보를 졸업하고 일본에 유학, 1944년 간사이[關西]학원 신학부를 졸업하였다. 1951년 부산 피난시절의 감리교신학교(현 감리교신학대학) 교수가 되었으며, 이듬해 미국으로 건너가 드류대학교 신학부에 입학하여 신약학(神約學)을 전공하고, 다시 대학원 과정을 마치고 <토마복음서 연구>로 철학박사 학위를 취득하였다. 
1965년에 귀국, 감리교신학대학 교수 겸 연합신학대학원 신약학 교수를 역임하면서 1969년~1980년에 전국신학대학협의회와 동북아시아 신학교협의회 총무직을 겸직, 한국은 물론 아시아 지역 신학자들의 교류 촉진과 신학 교육의 질적 향상에 크게 기여하였다. 
한편 감리교신학대학에서는 1971년 선교대학원장, 1973년 한국신학교육연구원장, 1977년 신학대학원장 등에 취임하였으며, 1980년에는 학장에 취임, 신학 교육의 수준향상과 대학 발전을 위하여 헌신하였다. 감리교신학대학 발전에 주력하던 중 1981년 간염으로 돌연 세상을 떠났다.

## 저서
주요 저서에 《신약개론》(공저) 《고린도전서 주석》 및 《데살로니가 전후서 주석》 등이 있으며, 이 밖에 《예수》 《종말론과 역사》 등 여러 권의 역서가 있다. 

## 기타
감리교신학대학교에는 김용옥 교수의 이름을 딴 '김용옥 학장 기념관'이라는 건물이 있다. 김용옥 교수가 감리교신학대학 학장으로 재직하던 중 학교 발전 계획의 일환으로 그 건물 건립을 추진하던 중 병사했기 때문에 붙여진 것이다. 그 건물은 처음엔 도서관으로 쓰였다가 현재는 학생회관으로 쓰이고 있다.